# Audefroi le Bâtard
Audefroi le Bâtard (variantes ortográficas: Audefroy le Bastard, Audefroid le Bâtard…) foi um troveiro de Artois, isto é, um trovador ou poeta da língua de oïl que cultivava a poesia épica medieval, e que floresceu na França no início do século XIII.
De sua vida nada se sabe, mas ele é certamente o filho ilegítimo de uma família nobre ou da classe alta burguesa, mas sua família não deve ser identificada com a família dos nobres de Arras, ou com a família burguesa de Louchart, também de Arras; tão pouco Audefroi tem relação com Gautier d'Arras. O Seigneur de Nesles, a quem algumas de suas canções se referem, é provavelmente o castelão de Bruges, que participou da Quarta Cruzada.
Audefroi foi o autor de dez chansons d'amour e de cinco chansons de toile: "Argentine," "Belle Idoine," "Belle Isabeau," "Belle Emmelos," e "Biatrix". Quanto ao tema, estas cinco se referem à chansons mais antigas, mas a suavidade do verso e a beleza de detalhes facilmente compensam a espontaneidade da forma mais curta.